# Roland Broemel
Roland Broemel (* 1980) ist ein deutscher Rechtswissenschaftler und Hochschullehrer.

## Ausbildung und Wirken
Broemel hat an den Universitäten Bayreuth (Wirtschaftsjurist), Bordeaux (Maîtrise en droit) und Hamburg (1. Staatsexamen) studiert. Er hat das Referendariat am Hanseatischen Oberlandesgericht in Hamburg abgelegt und ist an der Fakultät für Rechtswissenschaft der Universität Hamburg promoviert worden. Dort hat er sich auch habilitiert. Von 2011 bis 2018 war er Juniorprofessor für Öffentliches Recht und Wirtschaftsrecht an der Universität Hamburg. Seit Juli 2018 hat er die Professur für Öffentliches Recht, Wirtschafts- und Währungsrecht, Finanzmarktregulierung und Rechtstheorie an der Universität Frankfurt inne.
Seine Schwerpunkte sind rechtliche Regulierung von Märkten, insbesondere im Währungs-, Telekommunikations-, Energie- und Medienrecht, rechtswissenschaftliche Aspekte der Digitalisierung und algorithmenbasierter Anwendungen, die Grundrechtstheorie und die rechtswissenschaftliche Fachdidaktik.

## Schriften (Auswahl)
Monographien
- Strategisches Verhalten in der Regulierung. Zur Herausbildung eines Marktgewährleistungsrechts in den Netzwirtschaften. Mohr Siebeck, Tübingen 2010, ISBN 978-3-16-150393-1.
- mit Hans-Heinrich Trute: Der Verbreitungsauftrag der öffentlich-rechtlichen Rundfunkanstalten. Einspeisung und Vergütung von Programmen mit Must-Carry-Status in Kabelnetzen. Beck, München 2012, OCLC 820398977.
- Interaktionszentrierte Grundrechtstheorie. Mohr Siebeck, Tübingen 2021, ISBN 978-3-16155884-9.

Herausgeber
- mit Paul Krell, Olaf Muthorst und Jens Prütting: Prozessrecht in nationaler, europäischer und globaler Perspektive. Band zur 2. Jahrestagung Junger Prozessrechtswissenschaftlerinnen und Prozessrechtswissenschaftler. Mohr Siebeck, Tübingen 2017, ISBN 3-16-155662-3.
- mit Arne Pilniok: Die digitale Gesellschaft als Herausforderung für das Recht in der Demokratie. Mohr Siebeck, Tübingen 2020, ISBN 3-16-159250-6.